# Fred Leist

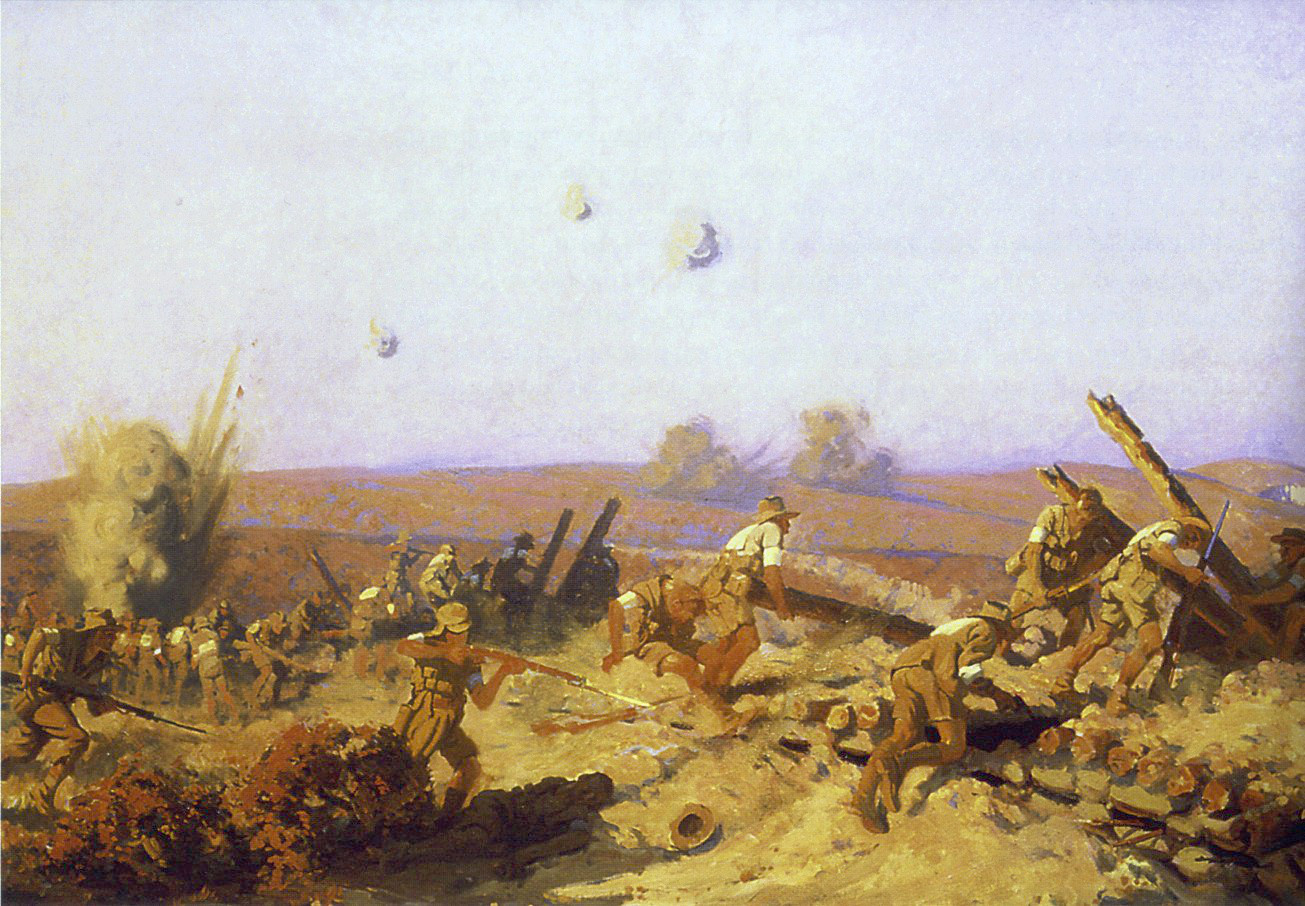
The taking of Lone Pine (1921)

Frederick William Leist dit Fred Leist, né le 23 août 1873 à Sydney et mort à Mosman le 18 février 1945, est un peintre australien, artiste officiel des forces australiennes en Europe lors de la Première Guerre mondiale. 

## Biographie
Il fait ses études à la Julian Ashton Art School (en) où il est élève de Julian Ashton.
Dans les années 1890, il travaille comme dessinateur pour les journaux The Bulletin et The Sydney Mail (en) puis, après 1900, à Sydney pour le magazine Graphic de Londres. Ses illustrations sont également incluses dans des livres tels que le Commonwealth Annual de 1902. 
En 1917, il devient artiste de guerre officiel de la première force impériale australienne de France. Il réalise de nombreuses peintures pendant la guerre et, après son service militaire, deux grandes peintures murales pour la British Empire Exhibition organisée à Wembley en 1924. Il visite en outre les États-Unis, notamment le Texas, le Nouveau-Mexique et l’Arizona. 
De retour en Australie en 1926, il est nommé au poste de chef de la peinture à l'East Sydney Technical College (en). 
À sa mort à Mosman en février 1945, il laisse dans le deuil son épouse Ada et une fille mariée. 
Leist est représenté à la Galerie d'art de Nouvelle-Galles du Sud avec dix toiles. Plusieurs de ses peintures d'artiste de guerre font partie de la collection du Mémorial australien de la guerre à Canberra et d'autres, outre dans des collections privées, sont à Parliament House (Canberra).